# Северо-Кавказский имамат
не следует путать с Северо-кавказским эмиратом - государством со столицей в Ведено
Се́веро-Кавка́зский имама́т (чечен. Имамат, авар. Имамат, кум. Имамат) — теократическое исламское государство, существовавшее в 1829—1859 годах на части территории горного Дагестана и Чечни (в период с 1848 по 1859 включал также часть Черкесии). Государство представляло собой конфедерацию вольных обществ, объединённую под властью верховного правителя — имама. В ходе Кавказской войны было присоединено к Российской империи. Наибольшего развития достигло в годы правления имама Шамиля (1834—1859)

## История

### Предпосылки создания

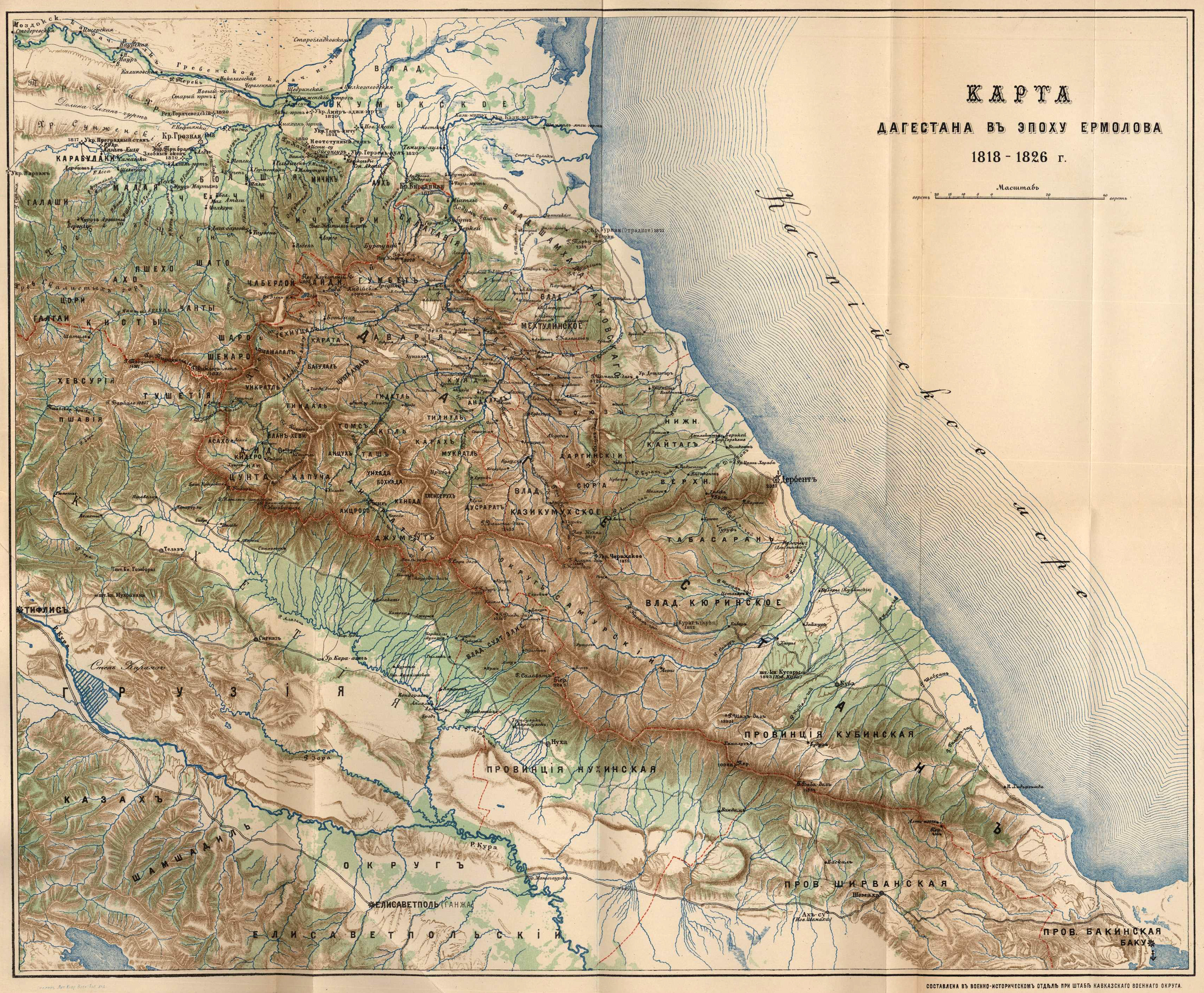
Карта Дагестана в эпоху Ермолова 1818—1826 г.

Предпосылкой создания имамата было движение шейха Мансура 1785—1791 годов. Основными своими целями Мансур ставил борьбу с рабством, феодалами, кровной местью, и в целом, замену горских адатов на мусульманские законы шариата. Шейх Мансур и его последователи оказывали сопротивление попыткам царской России завоевать Северный Кавказ, что в конце концов вылилось в открытые войны 1785—1791 годов. В ходе первой войны царскими войсками был пленён Мансур.
В 1817 году военные действия возобновились с новой силой. Царским наместником на Кавказе был назначен генерал Ермолов.

### Джихад Гази-Мухаммада
Горская молодёжь уже давно пришла к идее создания независимого исламского государства. Одними из таких были студенты шейха Саида Араканского — Гази-Мухаммад и Шамиль из Гимры, которые тайно от учителя переписывали и изучали книгу шейх-аль-ислама ибн Теймийи о политической концепции «Политика на основе шариата в улучшении правителя и подданных». Другим вдохновением для будущих имамов стали фетвы об исламском правлении дагестанского учёного начала XVIII века Мухаммада ал-Кудуки.
В конце 1820-х годов богослов Гази-Мухаммад начал разъезжать по горным аулам с проповедями о верховенстве шариата над любыми иными законами. В этот период в горах наблюдался религиозный упадок. Единственным решением этой проблемы Гази-Мухаммад и его соратники видели в вооружённом джихаде против России и её сторонников среди дагестанской политической верхушки. На съезде исламских учёных его избрали имамом.
Сплотив вокруг себя крупные вооружённые отряды, Гази-Мухаммад начал военные действия сначала в Дагестане, а затем и на всём Северо-Восточном Кавказе, вплоть до Владикавказа и Назрани. Его отряды совершили крупный набег на Кизляр, осаждали Дербент и другие русские крепости в регионе. Одновременно с этим он начал строительство исламского государства на Северном Кавказе. Гази-Мухаммад разработал практически все основы политики, практики, стратегии и тактики, которым потом следовали его преемники Гамзат-бек и Шамиль.

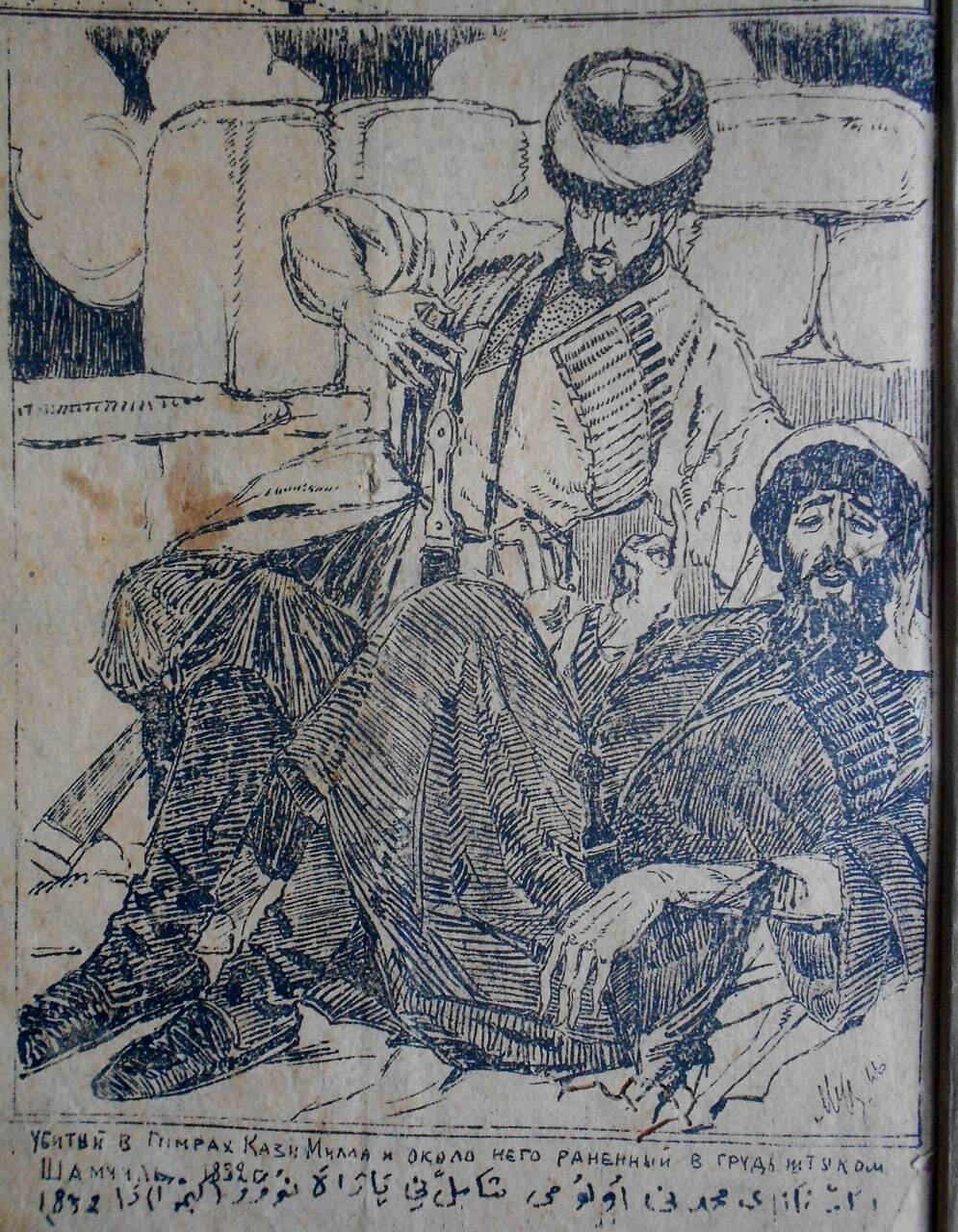
Умирающий Гази-Мухаммад и Шамиль на картине Мусаясула

### Гамзат-бек
После смерти Гази-Мухаммада в Гимринском сражении в 1832 году, новым имамом стал Гамзат-Бек. В 1834 году Гамзат-бек сумел взять Хунзах и истребить мехтулинскую династию аварских нуцалов. Однако 19 сентября 1834 года Гамзат-бек был убит в Хунзахской мечети заговорщиками, мстившими ему за истребление нуцалов.
В периоды первых двух имамов государство ещё не имело строгой организации.

### Шамиль

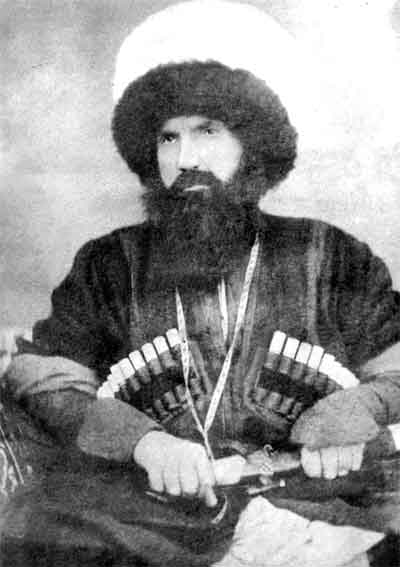
Шамиль — глава Имамата

Новым имамом в 1834 году был избран Шамиль, зарекомендовавший себя среди горцев во времена прошлых имамов как умный, религиозный и храбрый человек, владеющий военной тактикой.
С момента избрания до 1839 года шло строительство основы государства. Шамиль, как предыдущие имамы, в этот период вместе с имамом Чечни Ташев-Хаджи, который признавал верховенство Шамиля, пытались полностью подчинить территорию Аварии. В 1839 году его силы оказались разгромлены и осаждены в Ахульго. После поражения Имамат как государство было полностью ликвидировано, Шамиль ушёл в Чечню со своими соратниками.
В Чечне его на народном сходе вновь избрали имамом в 1840 году, на Восточном Кавказе началось крупное антирусское восстание. С этого момента государство начало полноценно функционировать и развиваться.
Конец Имамата связывают с жестокими действиями имама Шамиля и его наибов. Так, сообщается, что жестокость Имама заставляла бояться жителей Аварии за свою жизнь, и были покорны ему лишь из чувства страха, ожидая русские войска, чтобы выступить против имама. Сведения о мятеже против имама поступали с разных концов Имамата: «Аварцы, андийцы, частью койсубулинцы, раздражённые притеснениями Шамиля, грабежами и варварским обращением мюридов, желают покориться русским. Шубутовцы не хотят слушать Шамиля, не выдают ему аманатов и выгнали от себя мюридов».
В общей сложности Кавказский Имамат просуществовал 30 лет, с 1829 по 1859 год.

### Попытки возрождения
В 1877—1878 гг. во время русско-турецкой войны в Чечне и Дагестане произошло восстание с целью восстановить Имамат. В Чечне новым имамом был объявлен Алибек-Хаджи, в Дагестане имамом был избран Мухаммед-Хаджи — сын известного шейха Абдурахман-хаджи из аварского селения Согратль. Восстание было подавлено, и все руководители восстания были казнены.
В 1917 пятым имамом Северного Кавказа был провозглашён Нажмудин Гоцинский из аварского селения Гоцо. Позиция имама была также подтверждена в рамках правительства Республики народов Северного Кавказа и Дагестана. Он вёл контрреволюционное восстание в горах Дагестана. После его подавления (в марте 1921) Нажмудин Гоцинский бежал в Чечню. В 1925 арестован и расстрелян.

## Территория

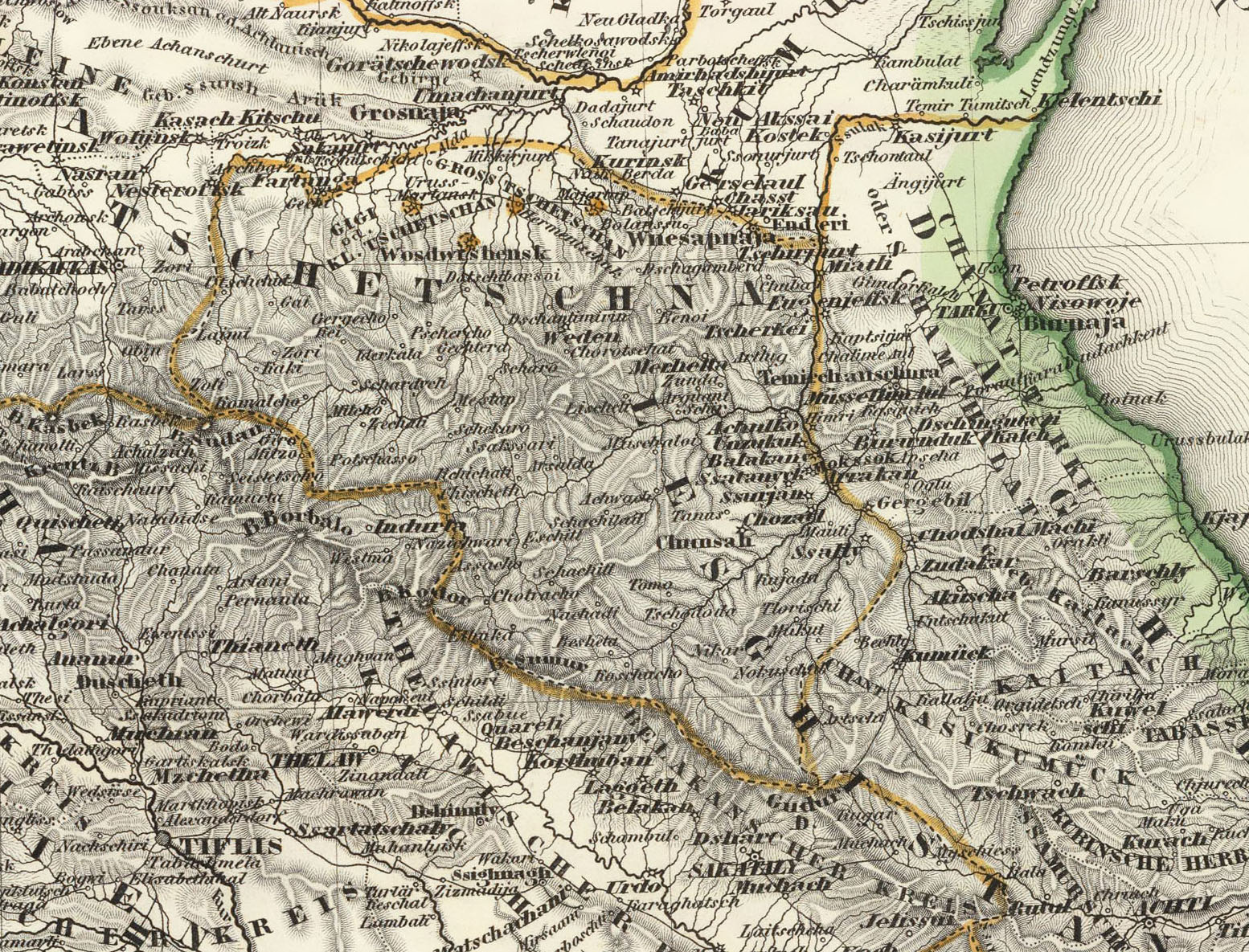
Имамат на карте Дж. Грассла, 1856 год
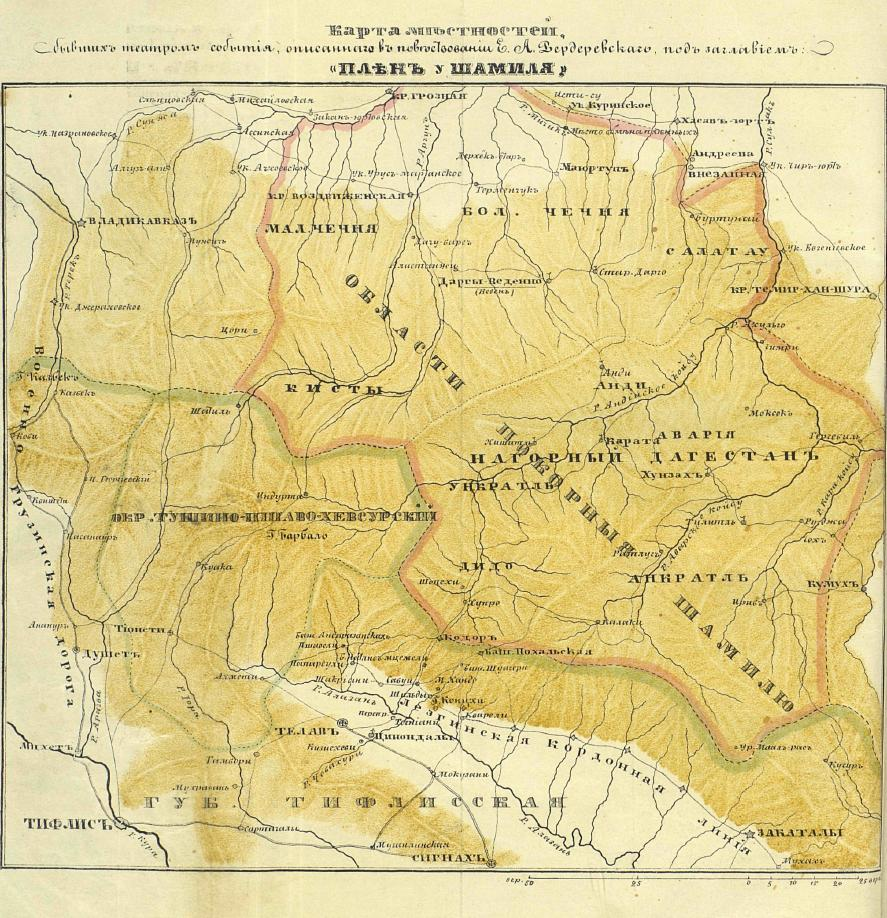
Области подвластные Шамилю. Карта Е.А. Вердеревского, 1856 год
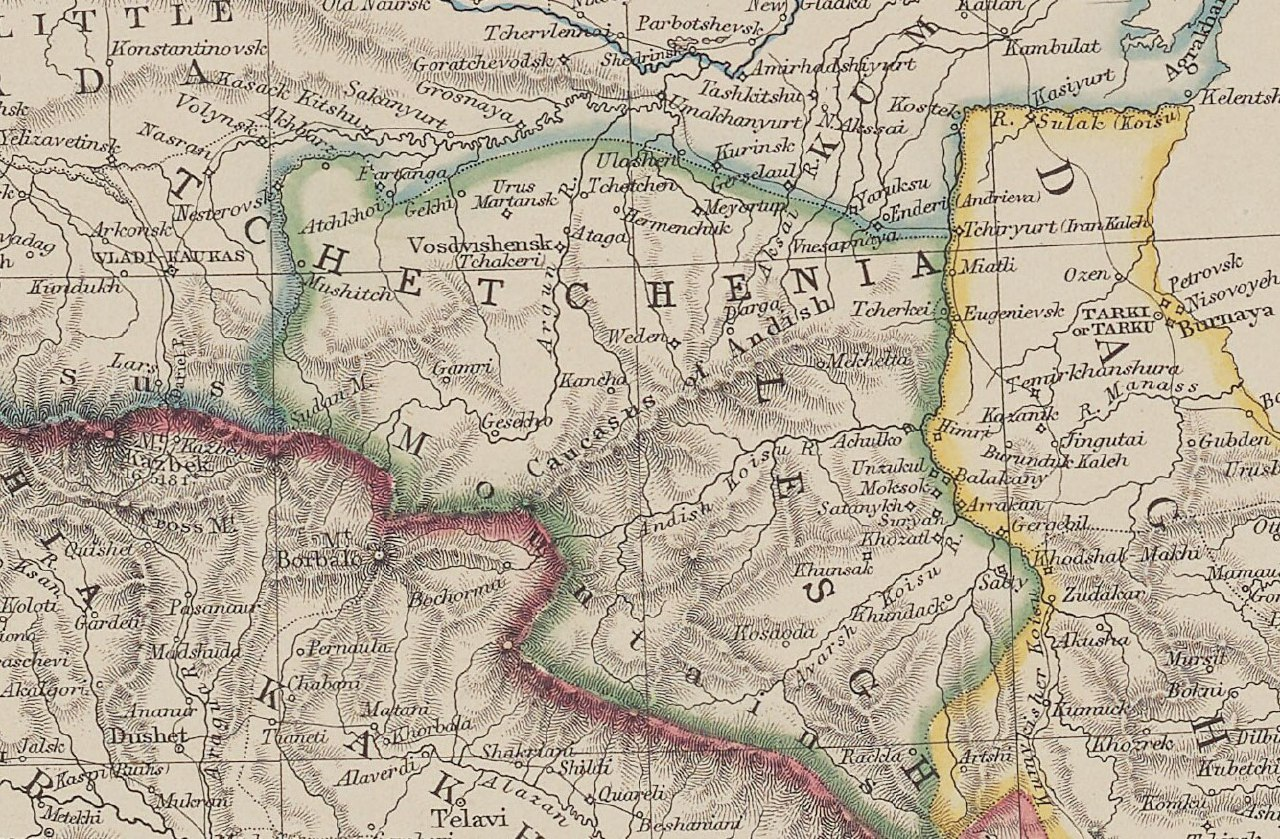
Английская карта Кавказа. Гравировка Эдварда Веллера, 1884 год
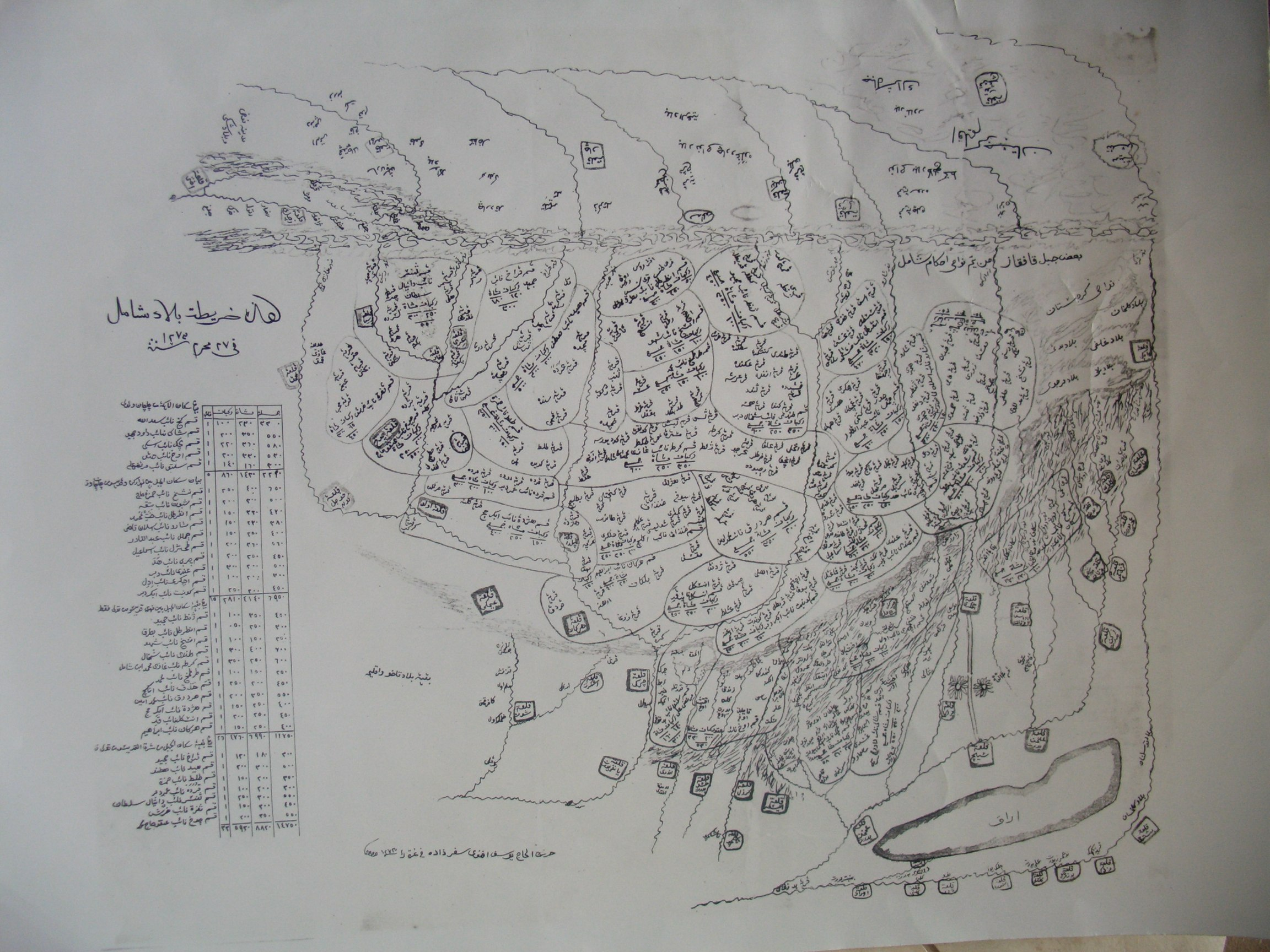
Арабоязычная карта Имамата 1856 года от Хаджи-Юсуфа Сафарова.

Границы Имамата постоянно изменялись из-за идущей войны, но в основном имаму были подконтрольны Чечня, земли бывшего Аварского ханства и вольных обществ Нагорного Дагестана.
Территория не превышала 900 километров в окружности.
С востока Имамат граничил с лакцами (Казикумухское ханство) ханы Казикумухского ханства в период существования Имамата  Аслан-хан, Нуцал-ага-хан, Мухаммад-Мирза-хан, ханша Уммукусум, Абдуррахман-хан, Аглар-хан. Шамилю удалось в 1840х оторвать от территории Казикумухского ханства аварские сёла, а так же ряд лакских сел соседних с аварцами. Лишь в 1842 году пользуясь внутренней кумухской феодальной неразберихой и поддержкой части лакской знати ему удалось на очень короткий период занять Казикумухское ханство и столицу ханства Кази-Кумух однако после поражения в Кулинском сражении на реке Хунних, вынужден был отступить. В дальнейшем граница Имамата Шамиля и Казикумухского ханства являлись ареной столкновений, Некоторые жители ханства оставляя свои родовые села сбегали жить в Имамате и некоторые жители Имамата оставляя свои родовые села сбегали жить из Имамата в ханство к лакцам (например массовое явление было среди чохцев, В 1845 г., после занятия Чоха Шамилëм 150 чохских семей (760 чел.), нашли убежище в Кумухе.)
С запада Имамат граничил с ингушами.

## Социальная сфера

### Население
Численность населения не превышала 400 000 человек.
Население было многонациональным, среди него были представители до пятидесяти народностей Кавказа, России, европейских и азиатских стран.
По состоянию на 1856 год, вся территория Имамата была поделена на 33 наибства, которые по национальному или языковому принципу делятся на аварские и чеченские:
- 9 наибств чеченских, в 1845 году чеченских наибств было 12, но к 1856 году от Имамата отпала Малая Чечня. Они вместе выставляли 6200 конных, 11400 пеших — итого: 17600 воинов.
- 24 наибства дагестанские. Они охватывали почти всю территорию проживания аваро-андо-цезских народов, за исключением Цора, некоторых аварских сёл Мехтулинского ханства, у Гимринского хребта и в Салатавии. Они выставляли 7000 конных, 19200 пеших — итого: 26200 воинов[27]. В состав Имамата входило несколько даргинских и лакских селений. Кроме того в Имамате было много переселенцев-мухаджиров из числа даргинцев, лакцев, кумыков и лезгин.

На 1856 год из общего количества в 43800 воинов 41 % войск Имамата приходилось на чеченцев, 59 % на дагестанцев, согласно записям секретаря имама Шамиля, Мухаммеда Тахира аль-Карахи.

### Национальная политика
Шамиль признавался, что для поддержания порядка и дисциплины среди подданных в имамате, он употреблял жёсткие меры. По словам русского историка Ростислава Фадеева, в отличие от остальных горцев, над которыми Шамиль властвовал деспотически, чеченцы больше сохранили личную и общественную самостоятельность.
Имамат стал первым примером на Северо-Восточном Кавказе, где практиковались межнациональные и межконфессиональные браки, охранявшиеся законом. Диван-хан включал министерство по делам христианства и веротерпимости. Иноверцы имели право создать семью в Имамате.
После 1840-х число русских дезертиров, которые перешли к имаму, возросло в десятки раз. Согласно рапорту генерал-майора Ольшевского Граббе 1842 года под грифом «Весьма секретно», раньше русские пленные считались ясырями тех, то их пленил, но имам выпустил указ дать им свободу, Шамиль их либо выкупал, либо отнимал силой, из них он составил личную гвардию, возвёл им поселение у Дарго. Опасаясь, что после такого жеста Шамиля дезертирство усилится, Ольшевский предлагал усилить надзор за «ненадёжными солдатами» и расстреливать беглецов. Горцы называли перебежчиков «нашими русскими».
Профессор Юсуп Дадаев пишет, что в Имамате строились церкви — в Ведено их было два, а рядом был католический костёл для поляков, многие из которых тоже были перебежчиками из русской армии. Горско-еврейские торговцы имели синагогу. 30-ти семьям гребенских казаков-старообрядцев, которые переселились со своими семействами, скотом и имуществом, имам выделил землю, лес, поля для пашни и сенокоса, сказав: «Живите, как хотите». Примерная численность подданных Российской империи, перешедших на сторону горцев, по данным исследователей, составляет 20 тысяч человек.

### Медицина
Категорически были запрещены курение табака, употребление алкоголя. Множественные боевые раны Шамиля его врачи лечили восковой мазью, коровьим маслом, древесной смолой и прочими горскими методами. Горцы лечились также и у русских докторов, одним из которых был Николай Пирогов, который оперировал осаждённых русскими войсками наибов. Пирогов высоко оценил местную хирургию, отмечая умения производить трепанацию черепа, ампутацию конечностей, лечить головные переломы и раны, удалять камни в почках и мочевых пузырях.
В государственном совете присутствовал специальный отдел для борьбы с эпидемиями, а также лечения, социализации и возвращении в строй раненных. Медицина изучалась по указанию имама во многих медресе. Среди врачей Имамата присутствовали и поляки-перебежчики.

### Почта
Для оповещения населения о государственных указах, решениях имам учредил «летучую почту». В каждом ауле были заготовленные свежие кони, проводники, ночлег или продовольствие для гонцов, которые при себе должны иметь удостоверение. Таким образом обеспечивалась быстрая и надёжная связь.

## Власть

### Глава государства
Во главе государства стоял имам — религиозно-политический глава общины, главнокомандующий войсками, верховный судья. Шамиль носил титул амир аль-муминин. На имаме лежала единоличная обязанность воплощать в своём государстве все постулаты ислама, его власть была ограничена шариатом. В его руках были сосредоточены все три вида государственной власти: законодательная, судебная и исполнительная. Имам нередко сам вёл разбор судебного дела и лично утверждал все выносимые в Имамате смертные приговоры. Регулярно Шамиль объезжал области Имамата, принимал жалобы населения, каждый гражданин имел право обжаловать решение чиновника и получить защиту, обратившись к главе государства.

Французский консул в Тифлисе Гюстав-Пьер-Антуан де Гастийон в 1844 году писал про Шамиля:
«С одной стороны, это политический вождь, диктатор, которому события предоставили неограниченную власть при демократическом строе, основанном на принципе абсолютного равенства. В то же время, это религиозный вождь, которому звание великого имама, верховного главы правоверных, придаёт священный характер. Имея это двойное звание, он единственный судья в вопросе жертв войны против неверных, он владеет имуществом и жизнью населения. Его власть твёрдо организована.»

### Государственный совет
Важнейшие дела государства обсуждал учреждённый Шамилем в 1841 году государственный совет — Диван-хана. Членами совета были муллы, алимы, авторитетные наибы и другие уважаемые люди. Некоторые из постоянных членов совета: Мухаммад Ярагский, Джамалуддин Кази-Кумухский, Раджаб-Мухаммад Чиркеевский, Яхья-Хаджи, Кибит-Мухаммад. Голос Шамиля был решающим только в военных делах, все остальные вопросы решались большинством голосов. Помимо прочих в функции совета входил верховный суд по самым сложным делам. Совет также выполнял функцию апелляционного суда для постановлений сельских кадиев.

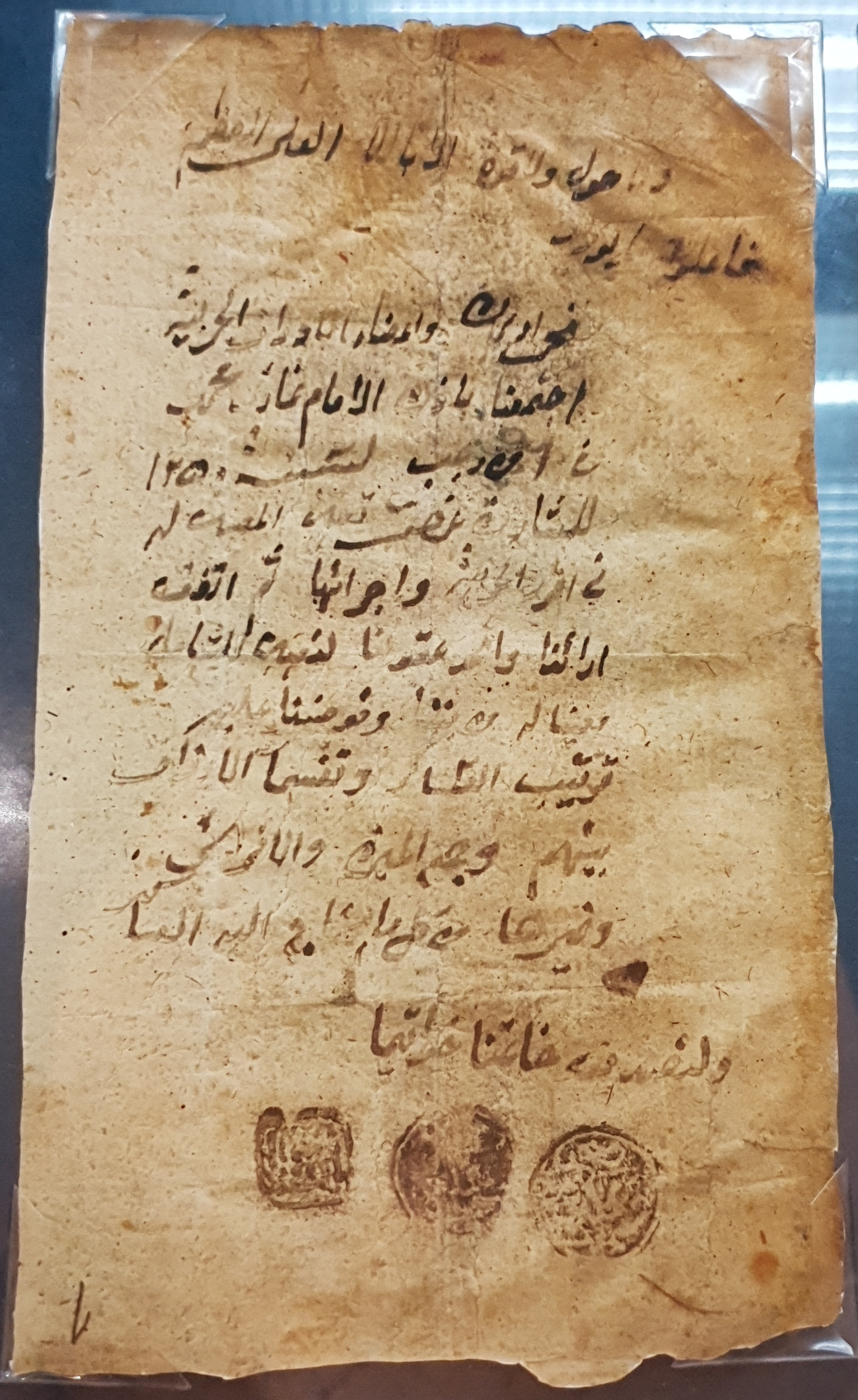
Протокол военного совета Имамата о назначении Шамиля помощником имама Гази-Мухаммада по военным делам. 1831 год. Государственный исторический музей

Абдурахман Кази-Кумухский описывал работу совета следующим образом:
«Понедельник, вторник, среда и четверг посвящались общим вопросам управления. В эти же дни выслушивались письменные донесения наибов и устные доклады, если они по вызову имама являлись лично. По обсуждавшимся вопросам совет не только принимал решения, но и указывал сейчас же, кем и как это решение должно быть немедленно исполнено. Суббота и воскресенье были предназначены для приёма отдельных посетителей и разбора их жалоб и претензий. Пятница назначалась исключительно для молитв и отдохновения».

### Мудиры, наибы, мазуны

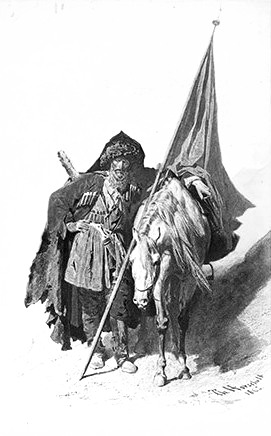
Мюрид с наибским знаменем, рисунок Теодора Горшельта, периода 1858—1861 годов.
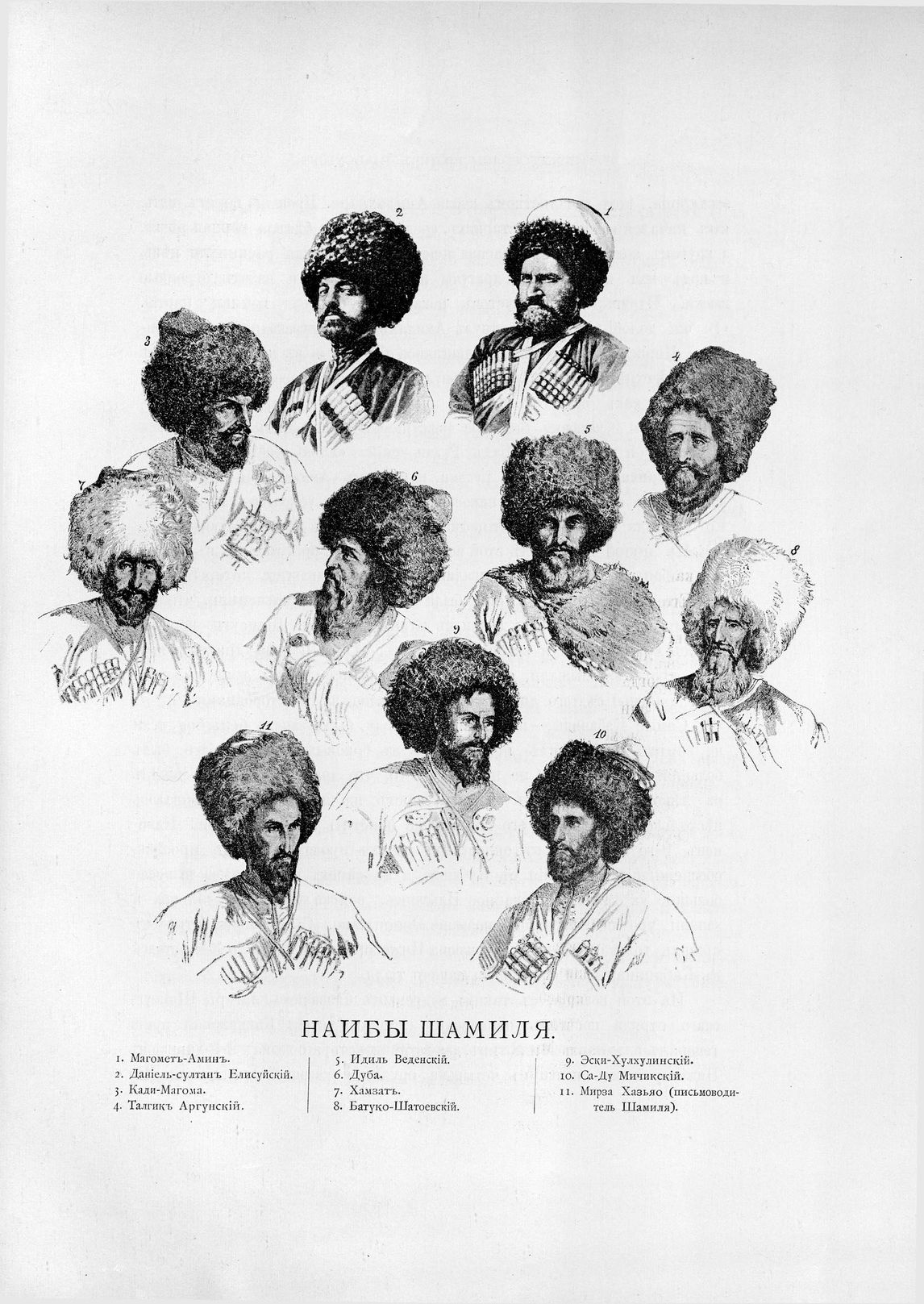
Наибы Шамиля, рисунок Георга Коррадини, XIX век.
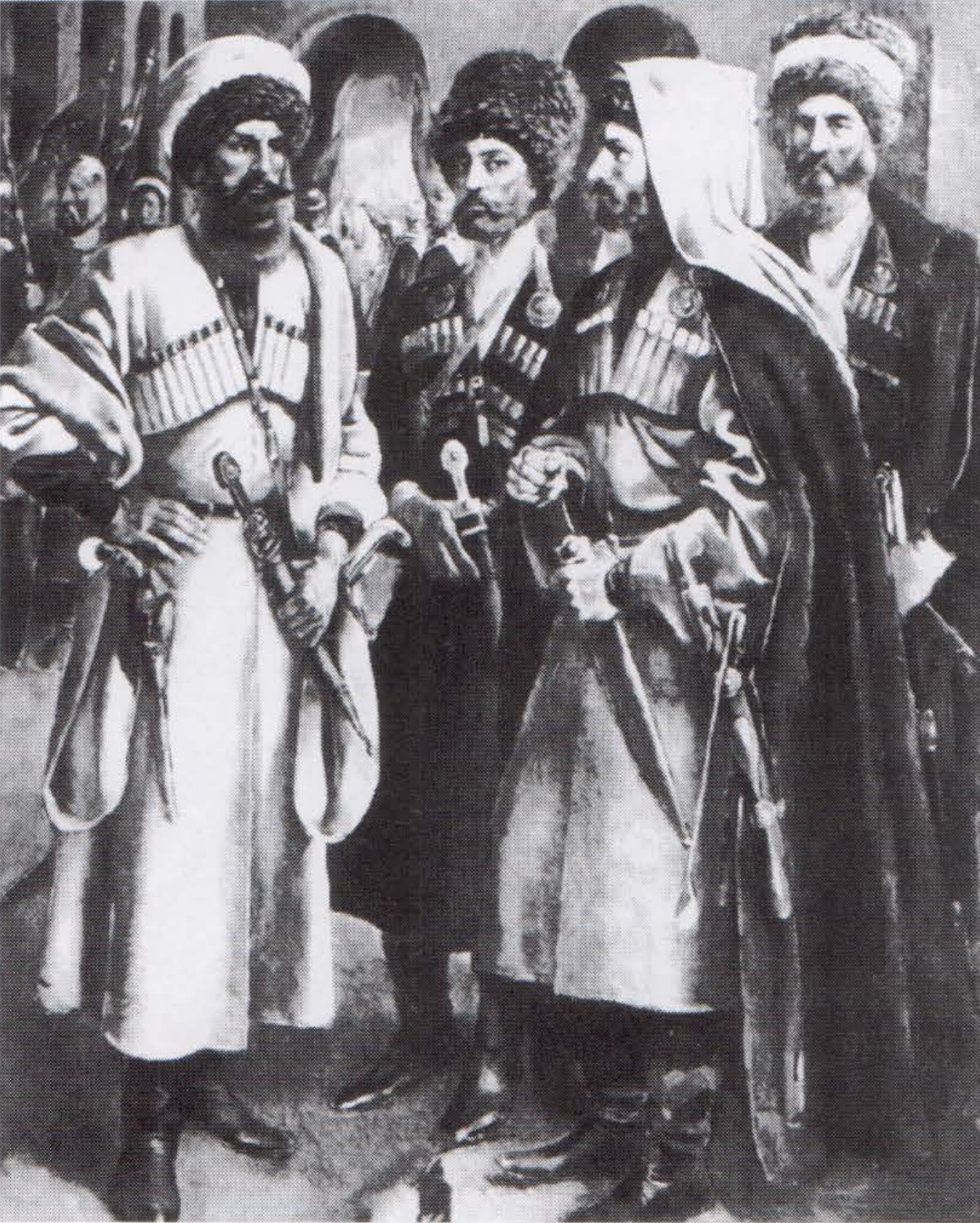
Шамиль и наибы Даниял-бек Илисуйский, Хаджи-Мурат Хунзахский, Шуаиб-Мулла Цонтороевский. Мусаясул, 1912
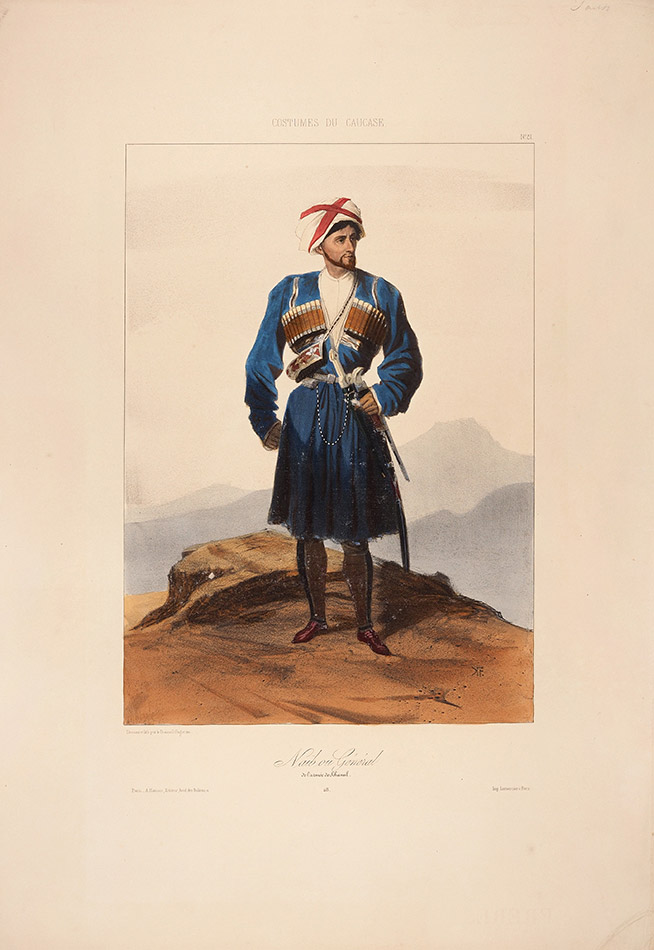
Наиб или генерал армии Шамиля. Г. Гагарин

Имам управлял государством при помощи наместников — мудиров и наибов. Некоторые их обязанности:
- Мобилизация и организация войск;
- Организация военных походов;
- Охрана границ, воздвижение оборонных сооружений;
- Гражданское устройство.

Они обеспечивались за счёт жителей наибства.
Со временем власть наибов усилилась. Порядки, заведённые в имамате практически не давали населению возможности оспорить действия наибов, и в этой связи среди наибов нередко встречались различные злоупотребления.

«Наибы потворствовали такому беспорядку, потому что имели случаи пользоваться чужим имением, наказывая виновных и невиновных по разным несправедливым доносам. Часто из корыстных видов они приказывали умерщвлять людей. Поэтому очень много челобитников стало приходить к Шамилю, жалуясь на несправедливость наибов. Но наибы со своей стороны употребили хитрость: они упросили Шамиля, чтобы для поддержания уважения к наибам, он не принимал жалоб от тех, у которых не будет бумаги от наиба. И Шамиль поддался их гнусному обману. Наибы стали после того походить на голодных волков, которые с жадностью растерзывают детей своих. Народ прибегал с жалобами к Шамилю, но он выслушивал только тех, которые имели бумаги от наибов. Понятно, что наиб никогда не давал бумаги тому, кого он сам притеснял. Горцы с каждым днем слабели и беднели, им уже надоело сражаться; и они говорили: „Для нас все равно, что бы ни происходило на свете“»— Сказание очевидца о Шамиле (см. раздел причины падения Шамиля). www.vostlit.info. Дата обращения: 18 октября 2020.
Под властью наибов находились мазуны, руководившие участками внутри наибства. Функции мазуна: заготовка провизии, сбор вооружённых партий. Власть на местах была в руках выборных старшин, которые были в подчинении наибов и мазунов. Они созывали народные сходы, собирали подати, мобилизозовывали население.

### Кадии и муфтии
Разбор дел, связанных с шариатом, осуществлялся муфтиями и подчинёнными им кадиями. Муфтии, в свою очередь, подчинялись главному кадию, который был первым после имама религиозным авторитетом.

## Государственное устройство

### Правовая система

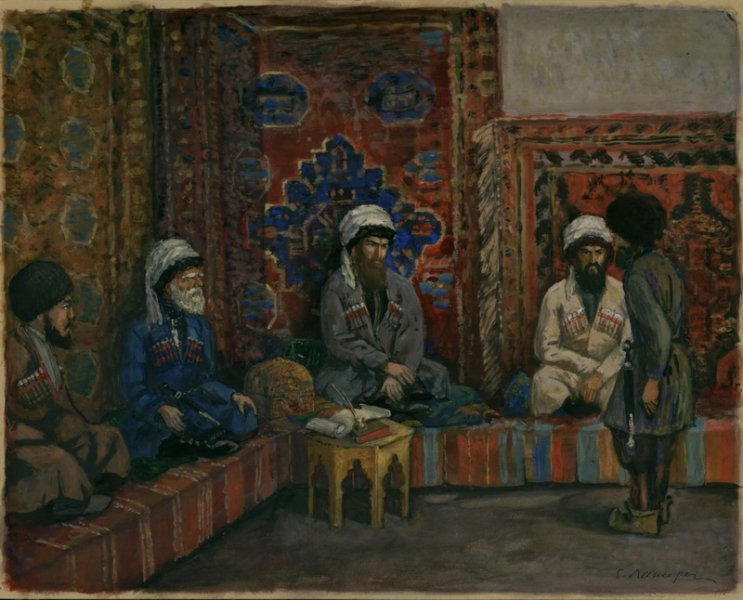
Суд Шамиля. Лансере. Вариант иллюстрации к книге «Хаджи-Мурат». 1913 год

Введение исламских законов было начато первыми двумя имамами, но их кодификация произошла при Шамиле. Кодекс получил название Низам Шамиля. Свод законов регулировал практически все сферы общественной жизни: военную, административную, судебную, финансовую и другие.

### Вооружённые силы

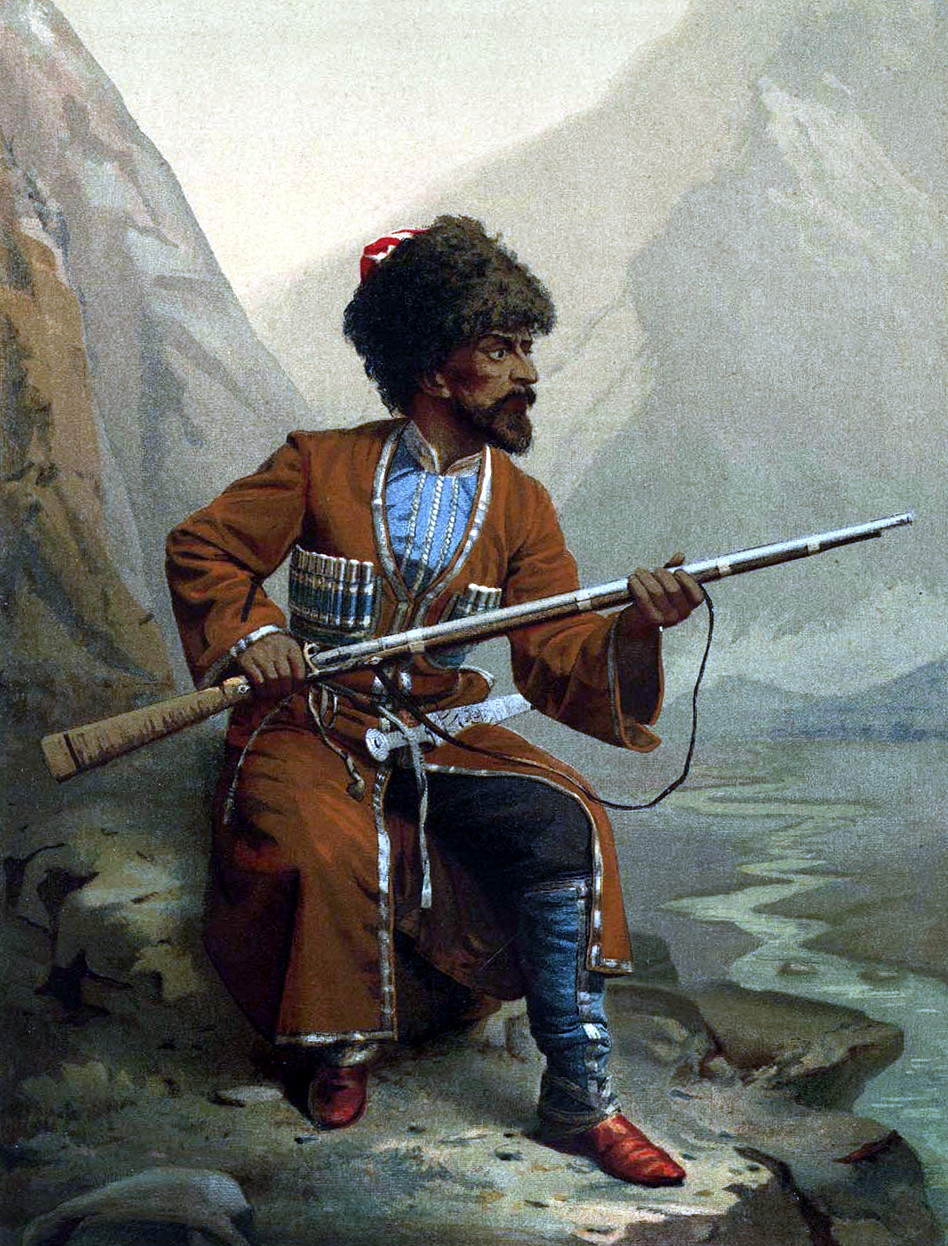
Чеченец. XIX век.

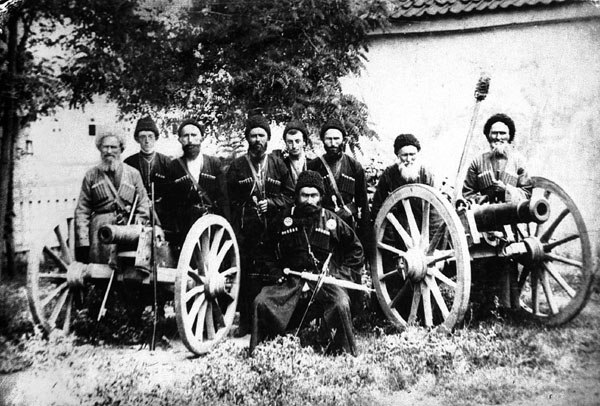
Артиллерия наиба Талхига. Владикавказ, 1885 год.

При Шамиле была создана регулярная армия из муртазеков — конницы — и низами — пехоты. Муртазеки являлись личной гвардией имама, состоявшей из самых отборных воинов. Согласно историку Далхану Хожаеву, людей в гвардию набирали только в Чечне. Наиболее доверенные муртазеки выполняли функцию личной охраны Шамиля, и, как пишет профессор Расул Магомедов, большинство из них были кумыки.
Армия Шамиля была многонациональной. В ней служили чеченцы, аварцы, лезгины, даргинцы, лакцы, кумыки, ногайцы, татары, арабы, турки, осетины, абазины, черкесы, поляки, русские, украинцы, казаки, грузины, армяне. Из русских у Шамиля был составлен целый пеший батальон, до 700 человек, несколько артиллерийских команд, сапёрные и строительные отряды. Русские офицеры, служившие не у Шамиля, выступали на конях. Жили они в столице Имамата Ведено. Казаки служили в кавалерии среди чеченцев. Известными казаками Имамата были командир диверсионного чеченского отряда казак из станицы Наурской Алпатов, гребенской казак Карчагин и беглый солдат Беглов.

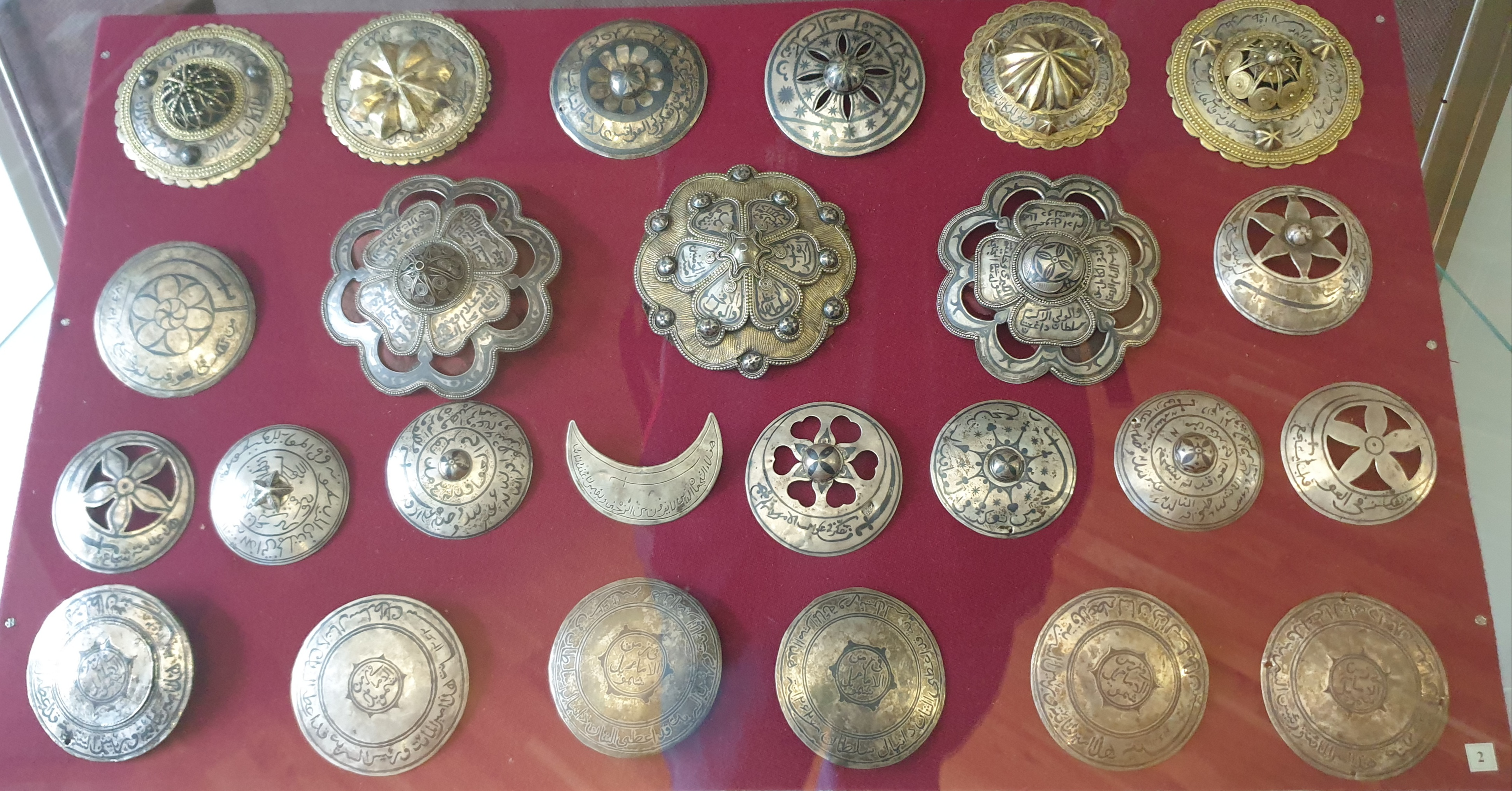
Ордена и знаки отличия в Имамате

В последнее десятилетие своей деятельности Шамиль завёл полки в 1 тысячу человек, делившиеся на 2 пятисотенных, 10 сотенных и 100 отрядов по 10 человек, с соответственными командирами. В состав его личной охраны входила группа польских кавалеристов-перебежчиков из русской армии; начальником артиллерии имамата был польский офицер. Некоторые особо пострадавшие от вторжения русских войск селения, в виде исключения, были избавлены от военной повинности, но в обмен на это обязаны были доставлять серу, селитру, соль и тому подобное. В 1842—1843 годах Шамиль завёл артиллерию, частью из брошенных или трофейных пушек, частью из изготовленных на собственном его заводе в Ведено, где было отлито около 50 орудий, из которых годных оказалось не более четверти. Порох изготовлялся в Унцукуле, Гунибе и Ведено.
По русским оценкам, в 1841—1842-х годах армия состояла из 15 тысяч человек. Согласно данным 1850-х годов, в этот период она возросла до 30-ти тысяч. Во время некоторых походов численность возрастала до 30—40 тысяч.

### Административное устройство
Государство было разделено на мудирства. Мудирства в свою очередь состояли из нескольких наибств. За период Шамиля было учреждено более 40 наибств. Наибства делились на районы-участки, управляемые мазунами. Наибства пользовались широкой автономией.
| Участок | Наиб                 | Количество наибов | Конные | Пешие | Итого |
| Лесистые общества                                                                                           |                      |                   |        |       |       |
| Гехи | Саадуллах            | 1                 | 100    | 230   | 330   |
| Шали | Давуд-Хаджияв        | 1                 | 200    | 350   | 550   |
| Мичик | Эски                 | 1                 | 220    | 360   | 580   |
| Аух | Хату                 | 1                 | 200    | 330   | 530   |
| Салатав | Муртадаали           | 1                 | 140    | 160   | 300   |
| всего |                      | 5                 | 860    | 1430  | 2290  |
| Горные общества между реками Аргун и Андийское Койсу                                                        |                      |                   |        |       |       |
| Нашха | Хамзат-Хаджи         | 1                 | 250    | 400   | 650   |
| Шубут | Батуко               | 1                 | 200    | 300   | 500   |
| Ункратль | Хатилмухамад         | 1                 | 150    | 320   | 470   |
| Шарой | Аслан-Кади           | 1                 | 150    | 230   | 380   |
| Чамалал | Абдул-Кадир          | 1                 | 150    | 250   | 400   |
| Технуцал | Исмаил               | 1                 | 200    | 360   | 560   |
| Чарби | Гада                 | 1                 | 200    | 250   | 450   |
| Анди | Дибир                | 1                 | 300    | 200   | 500   |
| Ичкери | Идиль                | 1                 | 100    | 200   | 300   |
| Гунбет | Абакар-Дибир         | 1                 | 250    | 200   | 450   |
| всего |                      | 15                | 2810   | 4140  | 6950  |
| Горные общества между двумя Койсу                                                                           |                      |                   |        |       |       |
| Цунта | Хаджияв              | 1                 | 100    | 350   | 450   |
| Антратль | Батрак               | 1                 | 50     | 250   | 300   |
| Анцух | Шахав                | 1                 | 100    | 150   | 250   |
| Тинди («Багвалал»)                                                                                          | Шамхал               | 1                 | 300    | 400   | 700   |
| Карата | Гази-Мухамад         | 1                 | 350    | 250   | 600   |
| Турутли («Турутмух»)                                                                                        | Мухамад              | 1                 | 100    | 150   | 250   |
| Хунзах | Инквач               | 1                 | 200    | 250   | 450   |
| Арадерих | Мухамад-Амин         | 1                 | 200    | 350   | 550   |
| Гоцатль («Гоцада»)                                                                                          | Абакар-Хаджи         | 1                 | 150    | 250   | 400   |
| Унцукуль | Кади                 | 1                 | 200    | 250   | 450   |
| Аракани | Ибрахим              | 1                 | 150    | 250   | 400   |
| всего |                      | 26                | 4760   | 6990  | 11750 |
| Горные общества к востоку от Аварского Койсу                                                                |                      |                   |        |       |       |
| Карах | Хаджияв              | 1                 | 120    | 180   | 300   |
| Телетль | Хамзат               | 1                 | 150    | 200   | 350   |
| Корода | Умар-Дибир           | 1                 | 100    | 200   | 300   |
| Тленсер | Даниял-султан        | 1                 | 250    | 300   | 550   |
| Согратль | Хурш                 | 1                 | 150    | 300   | 450   |
| Чох | Энкав-Хаджи-Мухаммад | 1                 | 200    | 350   | 550   |
| всего |                      | 33                | 5930   | 8820  | 14750 |
| Примечание: «Карта страны Шамиля на 27 мухаррама 1273 г.» хаджжи Йусуфа Сафар-заде: расшифровка и описание. |                      |                   |        |       |       |

### Государственный язык
Государственным языком имамата был арабский язык. На нём велась переписка, работала канцелярия, Госсовет, военный аппарат. Кроме этого, активно применялись в делопроизводстве и переписке ещё 3 языка: аварский, чеченский, кумыкский.

### Идеология

Реконструкция знамени имама Гамзат-бека. Трёхконцовое, зелёное. Надпись: «Среди ужасов битвы не слабей духом ни одной минуты. Будь твёрд перед опасностями, смерть не приходит раньше часа, назначенного волей Всевышнего».

Целью имамов было объединение на исламской основе разобщённых народов Северного Кавказа, так они смогли бы стать самостоятельным игроком на мировой политической арене.

### Столицы
Столицей первого имама Гази-Мухаммада был его родовой аул Гимры. Там находилась его резиденция и казна, рядом была построена крепость. Гамзат-бек объявил столицей Гоцатль, откуда он был родом. Было построено жильё для муртазеков, пороховой завод и прочие атрибуты столицы, город начали укреплять. После захвата Гамзат-беком Хунзаха 14 августа 1834 года он был объявлен столицей, туда перевезли казну. По приказу имама в Хунзахе начали строить большую соборную мечеть.

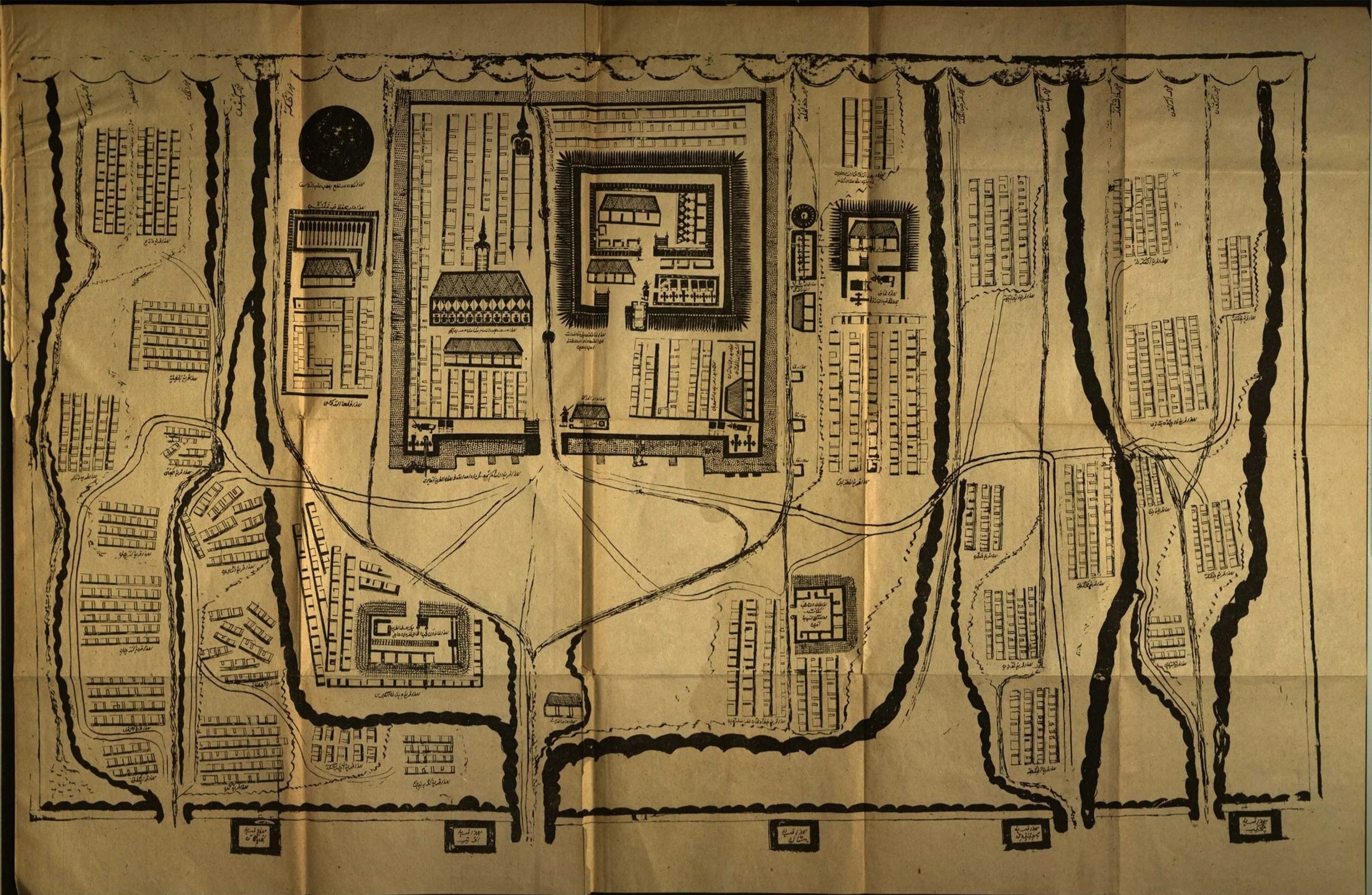
Карта-схема Ведено, столицы Имамата. 1850-е годы.

При Шамиле столицей первоначально была Ашильта, затем — Ахульго. После поражения 1839 года и переизбрания в Чечне столица была перенесена туда. Сначала ей стало Дарго, затем — Ведено. Имам укреплял столицы башнями и постройками. Ворота в город охраняли стражники. В Дарго русские дезертиры построили Шамилю резиденцию европейского образца. Там была казна, библиотека, документация и прочее.

### Промышленность

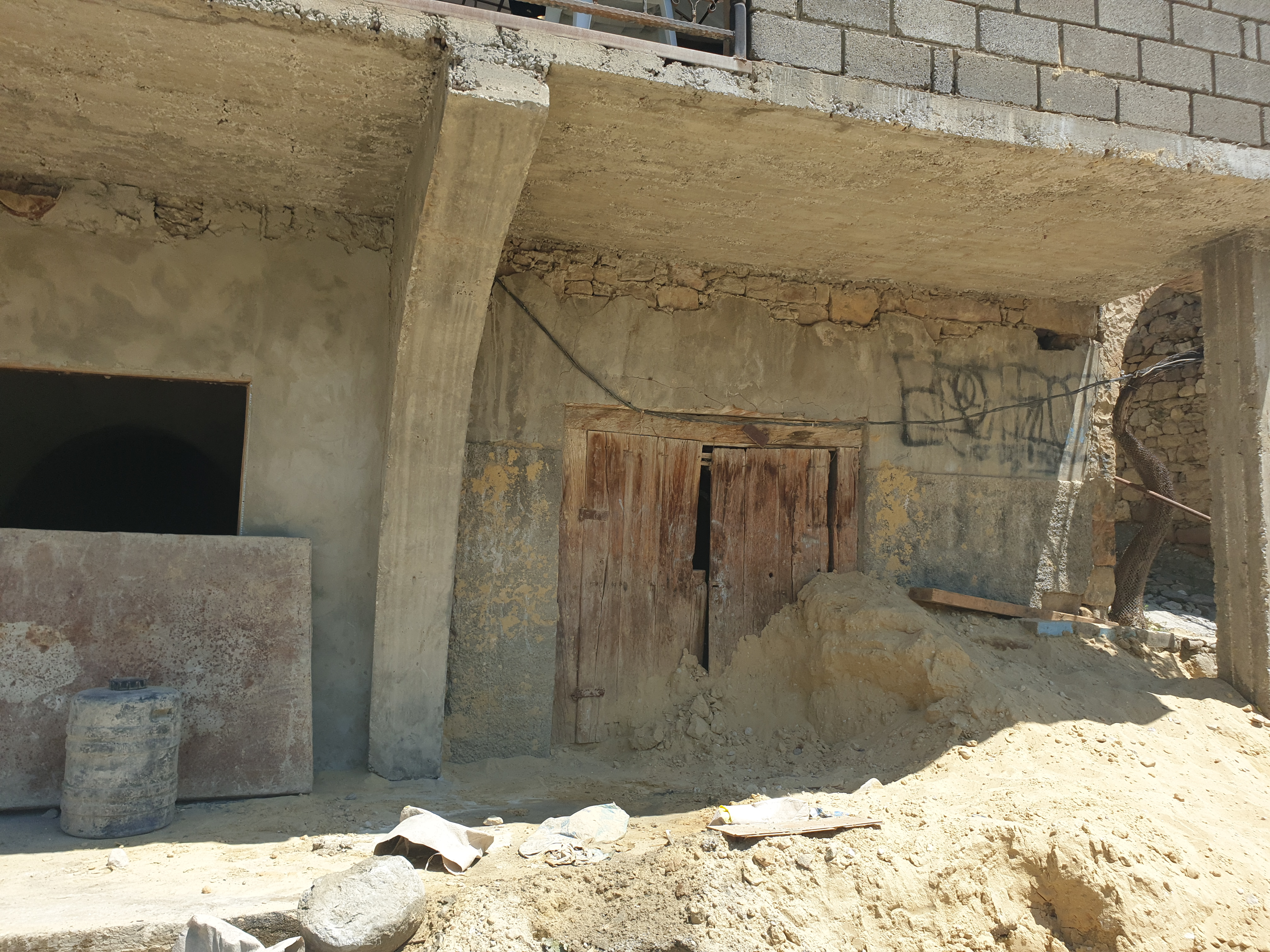
Дом, где располагалась кузница Шамиля, в Гимры

### Россия

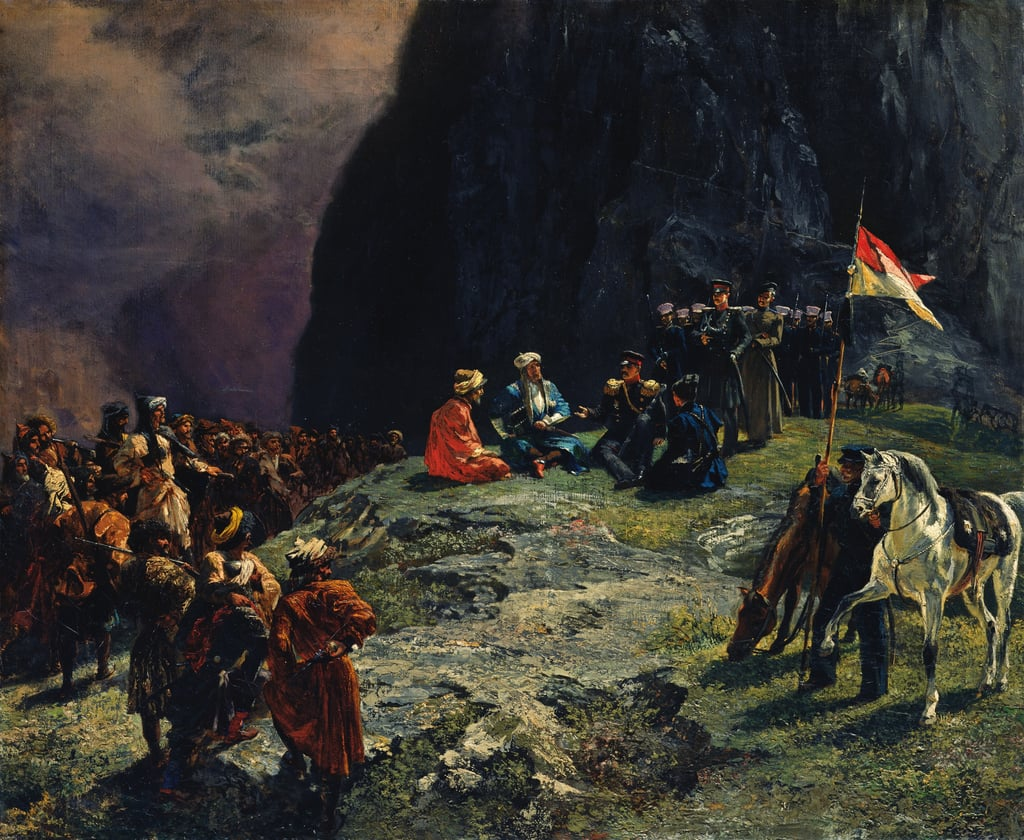
«Свидание генерала Клюги фон Клюгенау с Шамилем в 1837 году». Картина Гагарина, 1849 год

#### Черкесия

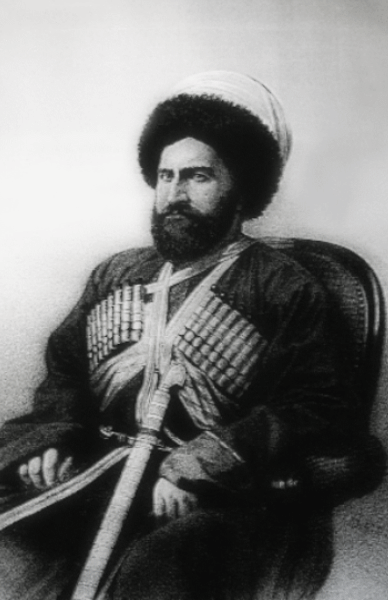
Мухаммад-Амин, наиб Черкесии

## Экономика